# Mont Patara
Mont Patara ist ein Gipfel der Zentralafrikanischen Republik. Er liegt im Norden des Yadé-Massivs.

## Geographie
Der Berg ist einer der niedrigeren und südlicheren Gipfel in dem Höhenzug (Massif de Kounsaï), der sich im Westen der Zentralafrikanischen Republik von Südwesten nach Nordosten zieht, und der im Norden auch die Grenze zu Kamerun und Tschad bildet. Zusammen mit dem Mont Dandji (1121 m) liegt er in einem Gebiet, das von dem nördlichen Teil des Gebirgszuges durch das Tal des Flusses Mbindao getrennt wird. Er erreicht eine Höhe von 961 m und liegt in der Präfektur Lim-Pendé.